# Paix de Nice

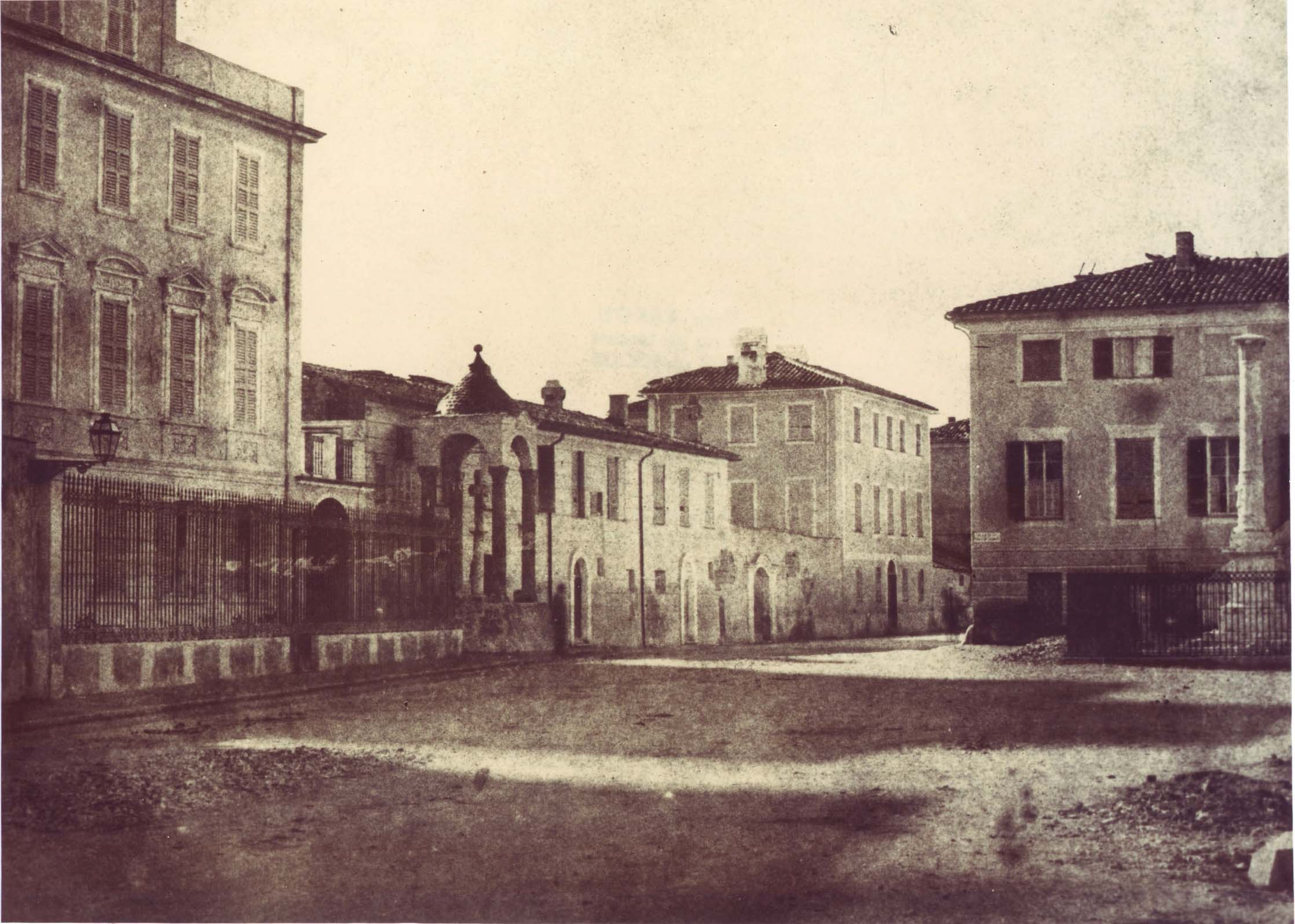
Lieu où fut signée la paix de Nice (photo de 1865), aujourd'hui place de la Croix de Marbre. Le monument commémorant l'événement est visible.

La paix de Nice, également appelé trêve ou congrès de Nice, est un traité signé le 18 juin 1538 dans le couvent de Sainte-Croix, situé hors les murs de la ville de Nice et de sa forteresse, par le roi François Ier et l'empereur Charles Quint, pour mettre fin à la huitième guerre d'Italie. 

## Historique
Ce traité, acquis grâce à la forte implication du pape Paul III, prévoit que la France conserve ses conquêtes – la Bresse, le Bugey et une grande partie du Piémont – et l'Empire germanique devient maître de la totalité du Milanais et des deux tiers du duché de Savoie. Une trêve de dix ans est alors décrétée entre les deux belligérants. Elle est suivie de l'entrevue d'Aigues-Mortes, les 14 et 15 juillet 1538, au cours de laquelle les deux souverains se réconcilient officiellement.
En mai et juin, Charles Quint s'installe à Villefranche, avec la flotte génoise, tandis que François Ier demeure à Villeneuve-Loubet. Le pape lui-même réside hors les murs, Charles II de Savoie, méfiant, ayant réussi à n'en accueillir aucun au sein de sa ville, malgré leurs demandes. Aussi, Paul III rencontre-t-il le roi de France trois fois à Carras et aux Baumettes (quartiers de Nice), et quatre fois l'empereur des romains à Riquier et Lympia.
À l'emplacement de l'ancien couvent, aujourd'hui disparu, à hauteur du no 27 de la rue de France à Nice, s'élève un monument commémorant le traité de paix. Le fronton porte l'inscription : « SIGNVM HOC CRVCIS DEDICARVNT NOBILIS MELCHIO[R] MALETVS MARIVS BALDOINVS MANVEL GERBONVS IACOBVS CVGIA CO[N]S[VLE]S E N D[OMI]N[V]S HONORATVS GRIMALDVS RICHERIVS ASSESOR ANNO M 1568 DIE 4 MA[RTII] E E ».